# The Biggest Hits XXX
The Biggest Hits XXX – składanka szwedzkiego duetu Roxette wydana 11 listopada 2014 roku w Rosji. Album jest promowany przez światową trasę koncertową o tej samej nazwie trwającą od 2014 do 2016 roku. Składa się on z dwóch płyt CD na których zamieszczone są największe przeboje duetu.

## Lista utworów
Dysk 1
1. „The Look” – 3:57
2. „Dressed for Success” (US single mix) – 4:13
3. „Dangerous” – 3:48
4. „It Must Have Been Love” (Pretty Woman soundtrack) – 4:18
5. „How Do You Do!” – 3:09
6. „Wish I Could Fly” – 4:40
7. „Spending My Time” – 4:38
8. „Almost Unreal” (Super Mario Bros. soundtrack) – 3:54
9. „The Big L.” – 4:25
10. „Fading Like a Flower (Everytime You Leave)” – 3:50
11. „Crash! Boom! Bang!” – 4:26
12. „June Afternoon” – 4:11
13. „Queen of Rain” – 4:55
14. „Opportunity Nox” – 2:58
15. „Perfect Day” – 4:04

Dysk 2
1. „Joyride” – 4:01
2. „Sleeping in My Car” – 3:34
3. „Listen to Your Heart” (Swedish single mix) – 5:14
4. „Run to You” – 3:38
5. „Real Sugar” – 3:14
6. „Milk and Toast and Honey” – 4:04
7. „Stars” – 3:48
8. „Vulnerable” – 5:00
9. „The Centre of the Heart” – 3:23
10. „A Thing About You” – 3:46
11. „Anyone” – 4:31
12. „You Don’t Understand Me” – 4:28
13. „She’s Got Nothing On (But the Radio)” – 3:34
14. „Do You Get? (Excited)” – 4:15
15. „The Sweet Hello, the Sad Goodbye (Bassflow Remake)” – 3:48